# Draczawa
Draczawa (biał. Драчава; ros. Драчева, Draczewa) – wieś na Białorusi, w obwodzie mińskim, w rejonie soligorskim, w sielsowiecie Damanawiczy. W 2009 roku liczyła 329 mieszkańców.